# دوري توفالو لكرة القدم 2009
دوري توفالو لكرة القدم 2009 هو موسم من دوري توفالو لكرة القدم. فاز فيه Nauti F.C. ‏.